# جوسيف هاس
جوسيف هاس (بالألمانية: Josef Haas)‏ هو متزحلق سويسري، ولد في 3 أغسطس 1937 في مرباخ ‏ في سويسرا.

## وصلات خارجية
- جوسيف هاس على موقع الاتحاد الدولي للتزلج (التزلج الريفي) (الإنجليزية)
- جوسيف هاس على موقع أوليمبيديا (الإنجليزية)